# Dorcadion arcivagum
Dorcadion arcivagum es una especie de coleóptero de la familia de los cerambícidos.

## Distribución
Se encuentra en Turquía.